# Aleksander Karczewski
Aleksander Karczewski herbu Jasieńczyk (ur. 1748, zm. 1816) – polski szlachcic, żołnierz, mason, konsyliarz zakroczymski konfederacji barskiej, pułkownik i sybirak.

## Życiorys
W 1764 podpisał elekcję Stanisława Augusta Poniatowskiego. Był absolwentem Szkoły Rycerskiej. W kwietniu 1769 wraz z bratem Janem Karczewskim przyczynił się do wznowienia działań konfederatów barskich na Mazowszu. 5 lipca mianowany konsyliarzem konfederackim w Zakroczymiu. W czerwcu 1770 pobił wojska rosyjskie pod Ulanowem.
9 marca 1771 w Tarczynie mianowany pułkownikiem konfederacji warszawskiej. 20 marca wziął udział w zwycięskiej bitwie pod Mszczonowem. Pod Wysokiem Mazowieckiem rozbił konwój rosyjski i oswobodził stu kilkudziesięciu jeńców konfederackich. 2 czerwca odznaczył się w bitwie pod Zamościem. Od połowy 1771 dowodził faktycznie dywizją warszawską. 20 maja 1772, wzięty do niewoli i przetrzymywany początkowo w rosyjskim obozie przejściowym na Pradze. Zesłany na Syberię. W końcu 1773 powrócił do kraju. W 1791 był komisarzem cywilno-wojskowym ziemi zakroczymskiej.
Po 1780 należał do masonerii, był członkiem loży Świątynia Izis.